# Бесланское городское поселение
Бесланское городско́е поселе́ние — муниципальное образование в Правобережном районе Северной Осетии Российской Федерации.
Административный центр — город Беслан.

## История
Статус и границы городского поселения установлены Законом Республики Северная Осетия-Алания от 5 марта 2005 года № 17-рз «Об установлении границ муниципального образования Правобережный район, наделении его статусом муниципального района, образовании в его составе муниципальных образований - городского и сельских поселений и установлении их границ».

## Население
| 2002    | 2010    | 2011    | 2012    | 2013    | 2014    | 2015    |
| ------- | ------- | ------- | ------- | ------- | ------- | ------- |
| 35 550  | ↗36 728 | ↗36 729 | ↗36 864 | ↗37 037 | ↘36 991 | ↗37 063 |
| 2016    | 2017    | 2018    | 2019    | 2020    | 2021    | 2023    |
| ↘37 034 | ↘37 025 | ↗37 029 | ↗37 196 | ↗37 371 | ↘35 929 | ↗36 011 |
| 2024    | 2025    |         |         |         |         |         |
| ↗36 160 | ↗36 199 |         |         |         |         |         |

## Состав городского поселения
| № | Населённый пункт | Тип населённого пункта        | Население |
| - | ---------------- | ----------------------------- | --------- |
| 1 | Беслан           | город, административный центр | ↗36 199   |